# Pheidole tricolor
Pheidole tricolor is een mierensoort uit de onderfamilie van de Myrmicinae. De wetenschappelijke naam van de soort is voor het eerst geldig gepubliceerd in 1949 door Donisthorpe.